# Aad van Leeuwen
Adrianus Petrus (Aad) van Leeuwen (Den Haag, 11 november 1905 – Amsterdam, 23 maart 1987) was een Nederlands journalist en sportverslaggever.
Van Leeuwen was aanvankelijk journalist bij De Telegraaf. Uit deze tijd dateren zijn populaire boeken over denksport. Na de bevrijding van de Duitse bezetting volgde hij bij de AVRO Han Hollander op als radioverslaggever van de interlands van het Nederlands voetbalelftal. Zijn uitzendingen begon hij steevast begon met de aankondiging: "Goedemiddag luisteraars, hier spreekt uw commentator Aad van Leeuwen". Voorts maakte hij van 1948-1964 als verslaggever deel uit van de equipes, die de Olympische Spelen bijwoonden. Hij versloeg ook de eerste op televisie uitgezonden interland van Oranje, die tussen Nederland en Zweden op 14 mei 1952 (omroepster van dienst: Mies Bouwman). Later verlegde hij zijn aandacht naar paardensport en roeien.
In de zestiger jaren was hij ook als televisiejournalist actief. Legendarisch was zijn aanvaring met bokspromotor Theo Huizenaar in AVRO's Sportpanorama over de ethiek van "the noble art of self-defence". Hij besloot zijn loopbaan als hoofdredacteur van het tijdschrift Het Beste uit Reader's Digest.

## Publicaties
Een selectie:
- Het Grote Puzzleboek. Amsterdam: H.J.W. Becht, [ca. 1939].
- Honderden wonderen van vernuft. Puzzles van allerhande soort (bew. naar oorspr. uitg. v. Walter Sperling). Amsterdam: H.J.W. Becht, 1939.
- Peinzen en piekeren. Frivole wiskunde (bew. naar oorspr. uitg. v. Walter Sperling). Amsterdam: H.J.W. Becht, 1940.
- Volgens Bartjens... Rekenkundige vermakelijkheden. Amsterdam: H.J.W. Becht, [ca. 1940].
- 2 x 2 = 5. Merkwaardige uitkomsten van cijfer- en getallencombinaties (bew. naar oorspr. uitg. v. Gaston Boucheny). Amsterdam: H.J.W. Becht, [ca. 1940].
- Voetbal kreeg een ander gezicht. Baarn: De Boekerij, [1947].
- Fanny. De geschiedenis van 4 gouden medailles. 's-Graveland: De Driehoek, [1949] (coauteur Jan Blankers).
- Raceroeien. Amsterdam: Duwaer, [1962].
- Uw gids voor koers en toto. Den Haag: Stichting Nederlandse Draf- en Rensport, [ca. 1965].
- Roeien en roeivaartuigen. Amsterdam: Duwaer, [ca. 1970].